# Morgenweite
Die Morgenweite ist der am Horizont gemessene Winkelabstand zwischen dem Aufgangspunkt der Sonne oder eines anderen Gestirns und dem Ostpunkt des Horizonts, die Abendweite entsprechend zwischen dem Untergangspunkt und dem Westpunkt.
Morgenweite und Abendweite hängen ab von der geografischen Breite des Beobachters und der Deklination des Gestirns.
Der Begriff wird heute fast nur bei der Sonne verwendet. Morgenweite und Abendweite sind für die Sonne identisch. Ist der Sonnenaufgang südlich des Ostpunktes bzw. der Sonnenuntergang südlich des Westpunktes (im Winterhalbjahr), so spricht man von südlicher Morgenweite / südlicher Abendweite, andernfalls (im Sommerhalbjahr) von nördlicher.
Zur Zeit der Tagundnachtgleichen sind Morgenweite und Abendweite der Sonne 0°. Dagegen liegt der Aufgangspunkt z. B. in Berlin im Sommer bis etwa 41° links bzw. nördlich des Ostpunktes (41° nördliche Morgenweite) und im Winter bis etwa 41° rechts bzw. südlich des Ostpunktes (41° südliche Morgenweite); beim Untergangspunkt in Bezug auf den Westpunkt ist es gerade umgekehrt.
In den Bereichen der Erde, in denen gerade Polarnacht oder Polartag ist, sind Morgen- und Abendweite der Sonne undefiniert, denn die Sonne bleibt in dieser Zeit unter bzw. über dem Horizont.
Die Morgenweite/Abendweite der Sonne diente den früheren Seefahrern bei ungefähr bekanntem Standort zur Berechnung der magnetischen Missweisung (Nadelabweichung von geografisch Nord). Sie ({\displaystyle \nu }) kann für einen Ort unter Anwendung sphärischer Trigonometrie einfach berechnet werden, sofern die geographische Breite {\displaystyle \varphi } des Standorts und die Sonnendeklination ({\displaystyle \delta }, Abstand vom Himmelsäquator) bekannt sind.
{\displaystyle \sin \nu ={\frac {\sin \delta }{\cos \varphi }}} 
{\displaystyle \delta } entnimmt man einer jahreszeitliche Tabelle.